# بيتر نولز (لاعب كرة الريشة)
بيتر نولز (بالإنجليزية: Peter Knowles) هو لاعب كرة الريشة بريطاني، ولد في 28 ديسمبر 1969 في ستوكبورت في المملكة المتحدة.

## وصلات خارجية
- بيتر نولز على موقع BWF.tournamentsoftware.com (الإنجليزية)
- بيتر نولز على موقع BWFbadminton.com (الإنجليزية)
- بيتر نولز على موقع اللجنة الأولمبية الدولية (الإنجليزية)
- بيتر نولز على موقع أوليمبيديا (الإنجليزية)
- بيتر نولز على موقع اللجنة الأولمبية البريطانية (الإنجليزية)
- بيتر نولز على موقع اللجنة الأولمبية البريطانية (الإنجليزية)
- بيتر نولز على موقع اتحاد ألعاب الكومنولث (مؤرشف) (الإنجليزية)